# Antonio Fabrés
Antonio Maria Fabrés y Costa,  dit Antonio Fabrés, né le 27 juin 1854 à Gràcia (alors commune indépendante de la périphérie de Barcelone) et mort en 1938, est un sculpteur, artiste peintre et illustrateur espagnol.

## Biographie
Antonio Fabrés étudie à l'Escuela de Bellas Artes dès l'âge de 13 ans et reçoit une bourse à 21 ans pour étudier à Rome. Il y rejoint Marià Fortuny qui l'incite à cultiver l'aquarelle, une technique qu'il exécute avec succès, faisant des illustrations pour des livres et des magazines.
Il retourne à Barcelone en 1886 et l'année suivante, remporte la deuxième médaille à l'Exposition Nationale des Beaux-Arts série aquarelle.
Antonio Fabrés est représenté, en particulier pour ses œuvres orientalistes par le marchand d'art Adolphe Goupil. Sa célébrité est telle, en 1904, qu'il est appelé par le Président du Mexique, Porfirio Díaz, pour occuper le poste d'inspecteur général des Beaux-Arts.
Mais à la fin de sa vie, la gloire l'ayant quitté, il revient à Rome en 1908.

## Conservation
Le roi Alphonse XII acquit son tableau L'Esclave, et en a ensuite fait don au Musée d'Art moderne. L'artiste a également fait don au Musée d'Art Moderne d'Ecce Homo, qui, depuis 1971, fait partie de la collection du musée du Prado,,.

### Autres collections
- Musée national d'art de Catalogne
- Museo Nacional de Arte - Mexico
- British Museum [5].

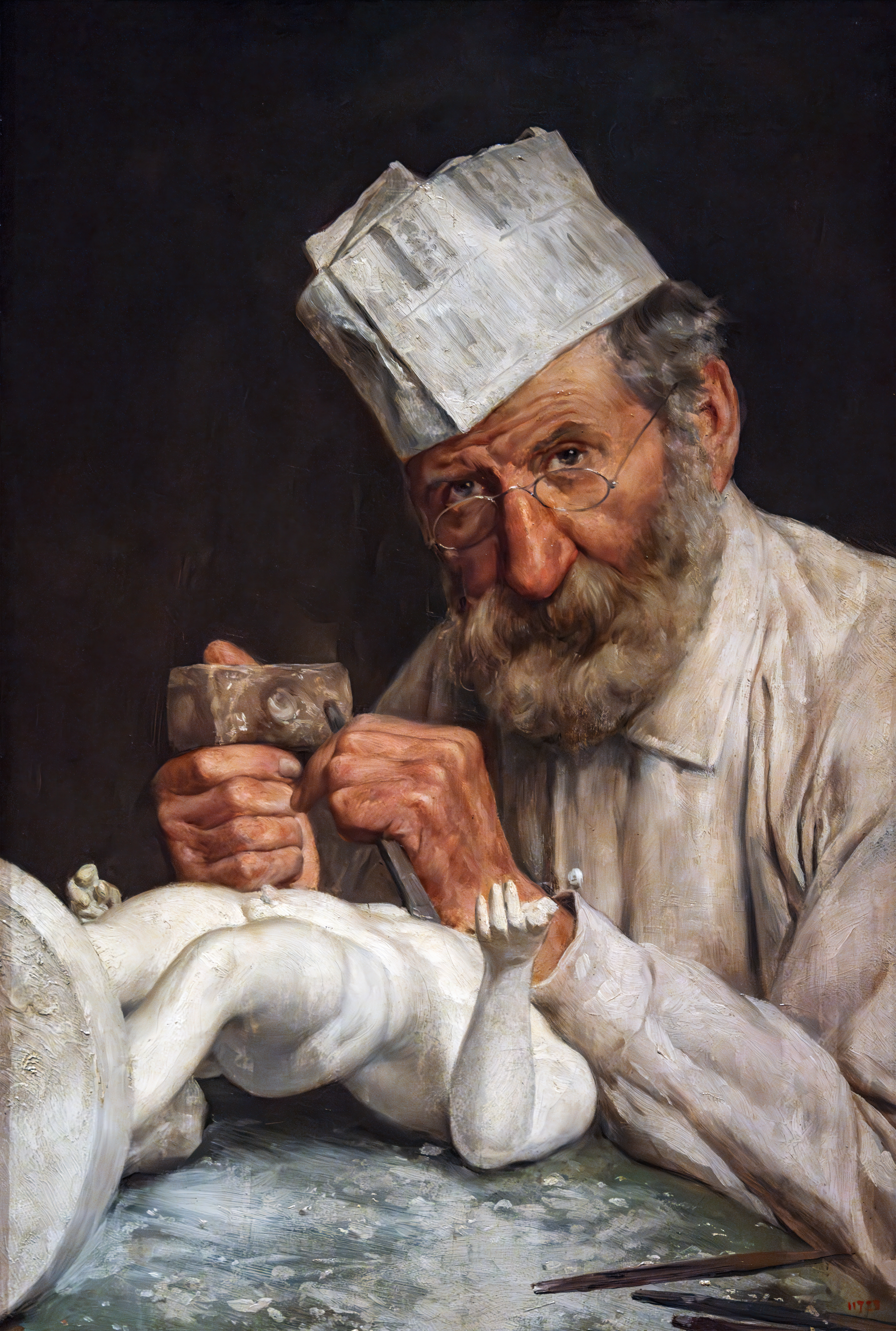
Le sculpteur (Autoportrait)  - Museu Nacional d'Art de Catalunya
Escullera del port de Barcelona- Museu Nacional d'Art de Catalunya
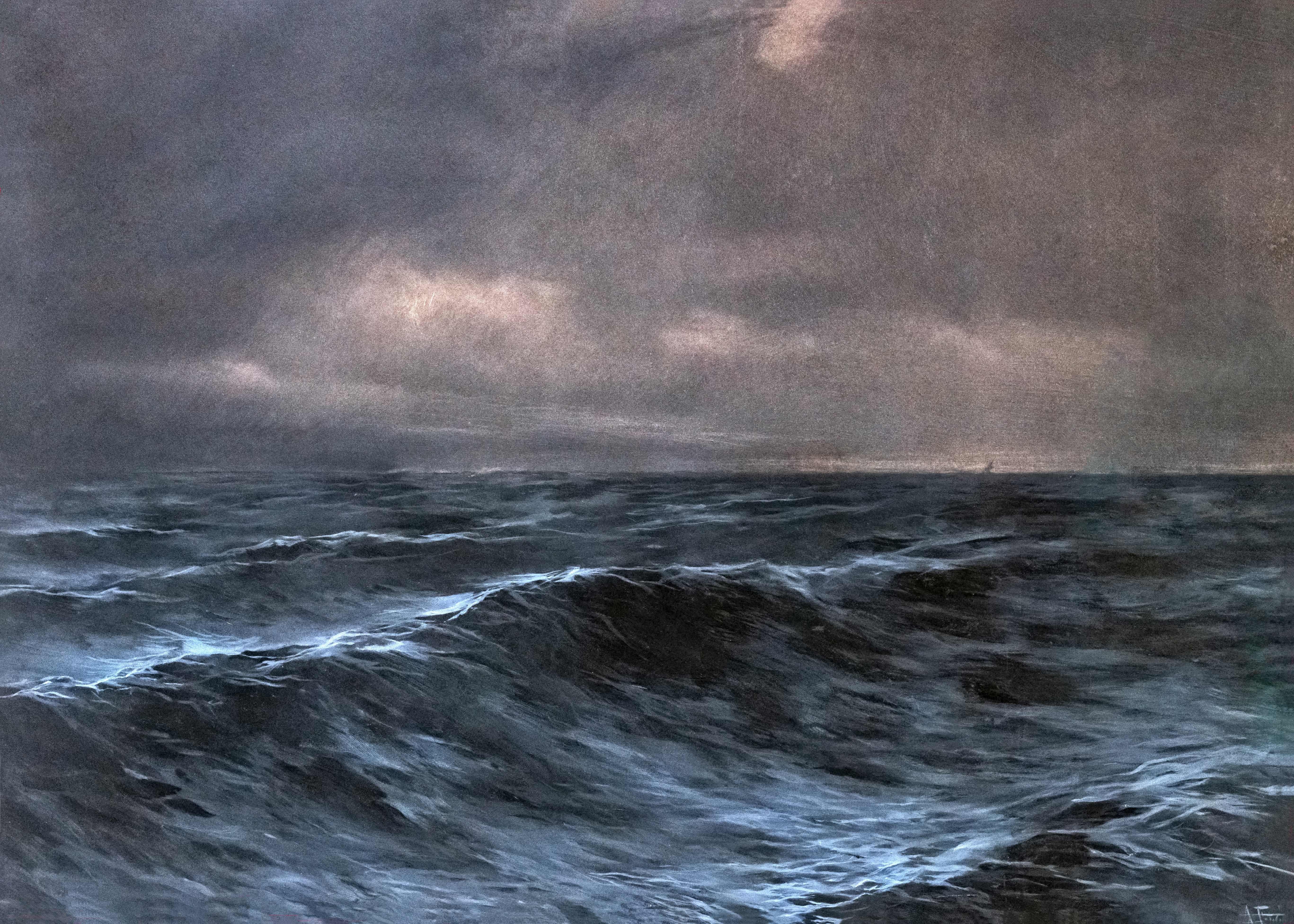
Preludio de tempesta - Museu Nacional d'Art de Catalunya
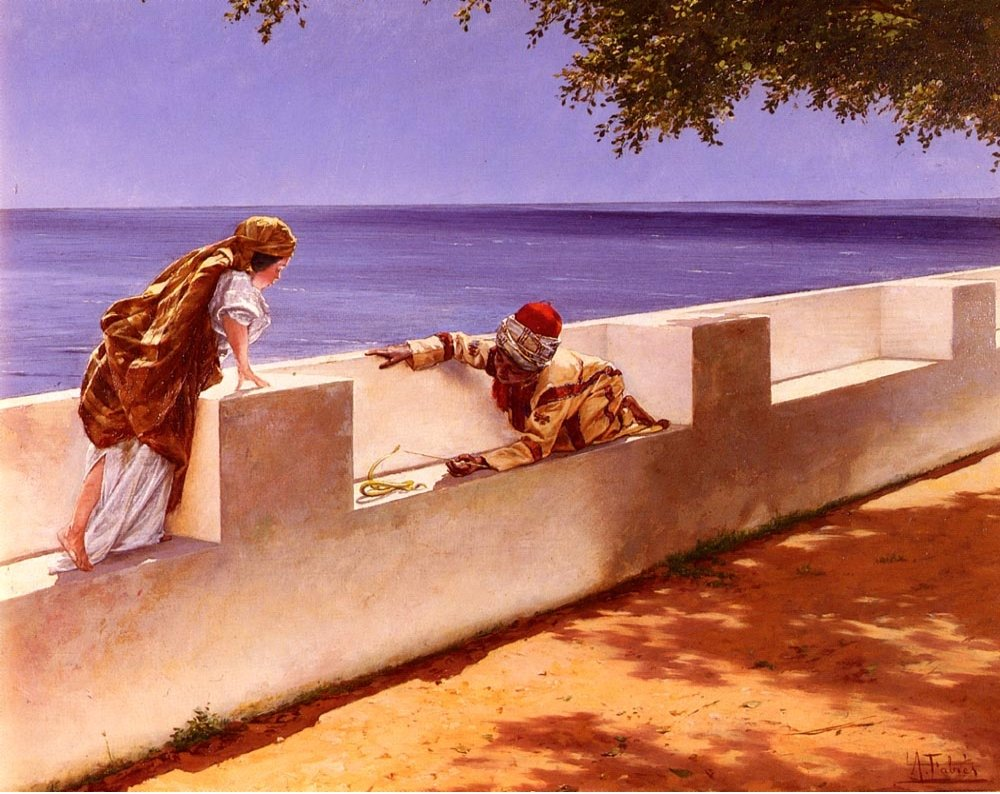
Le jeune charmeur de serpents
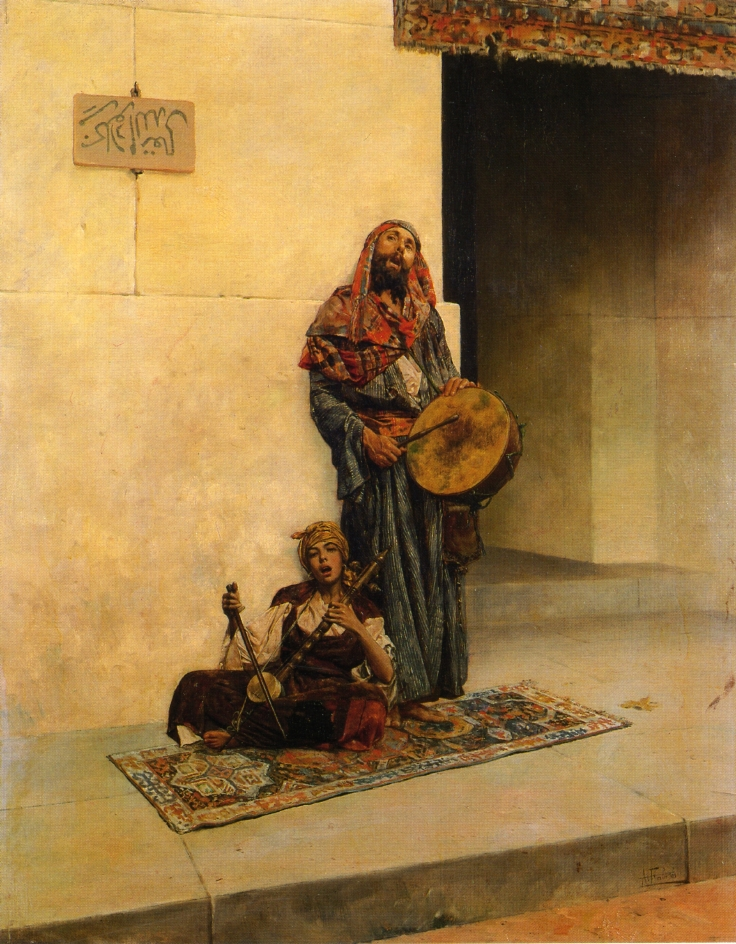
Musiciens de rue dans une ville du Moyen-Orient
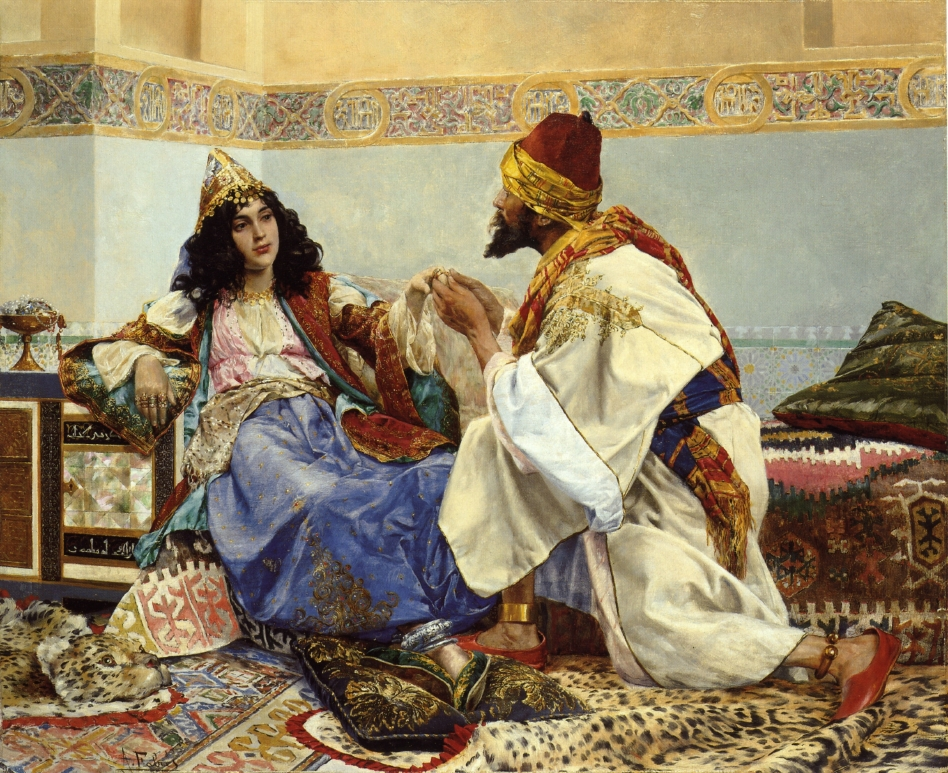
Un cadeau pour la favorite
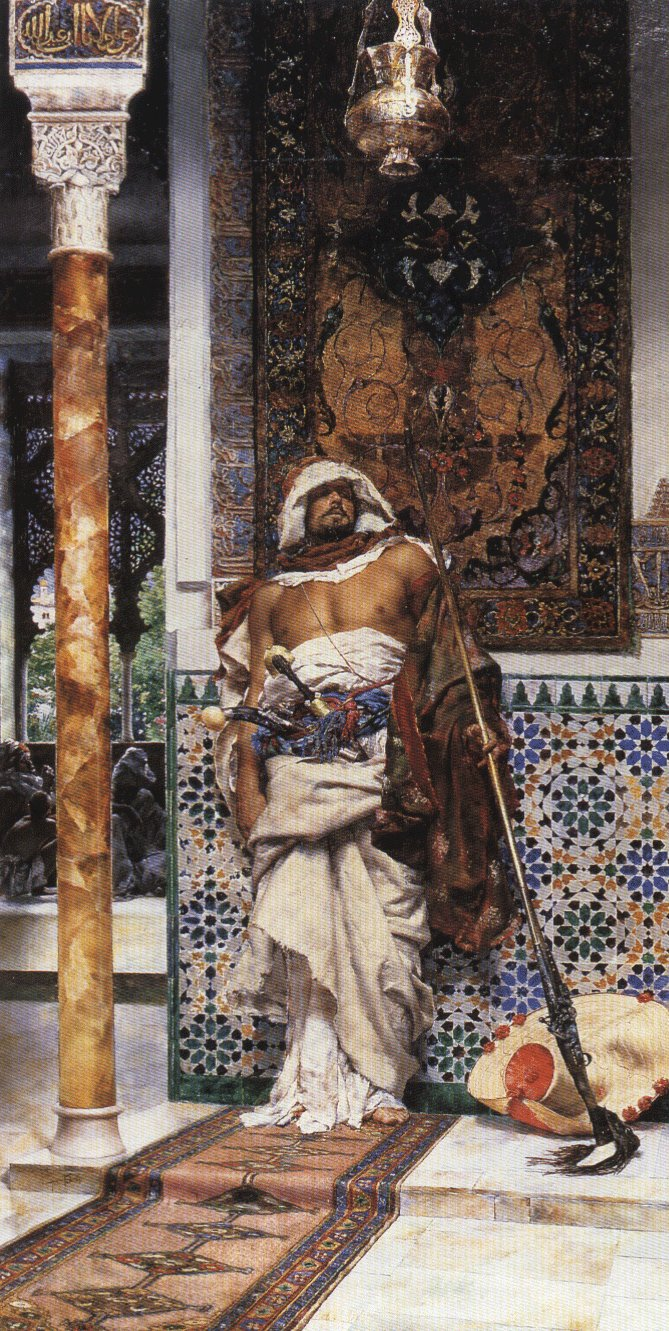
Une sentinelle arabe